# Communauté de communes Les Avant-Monts

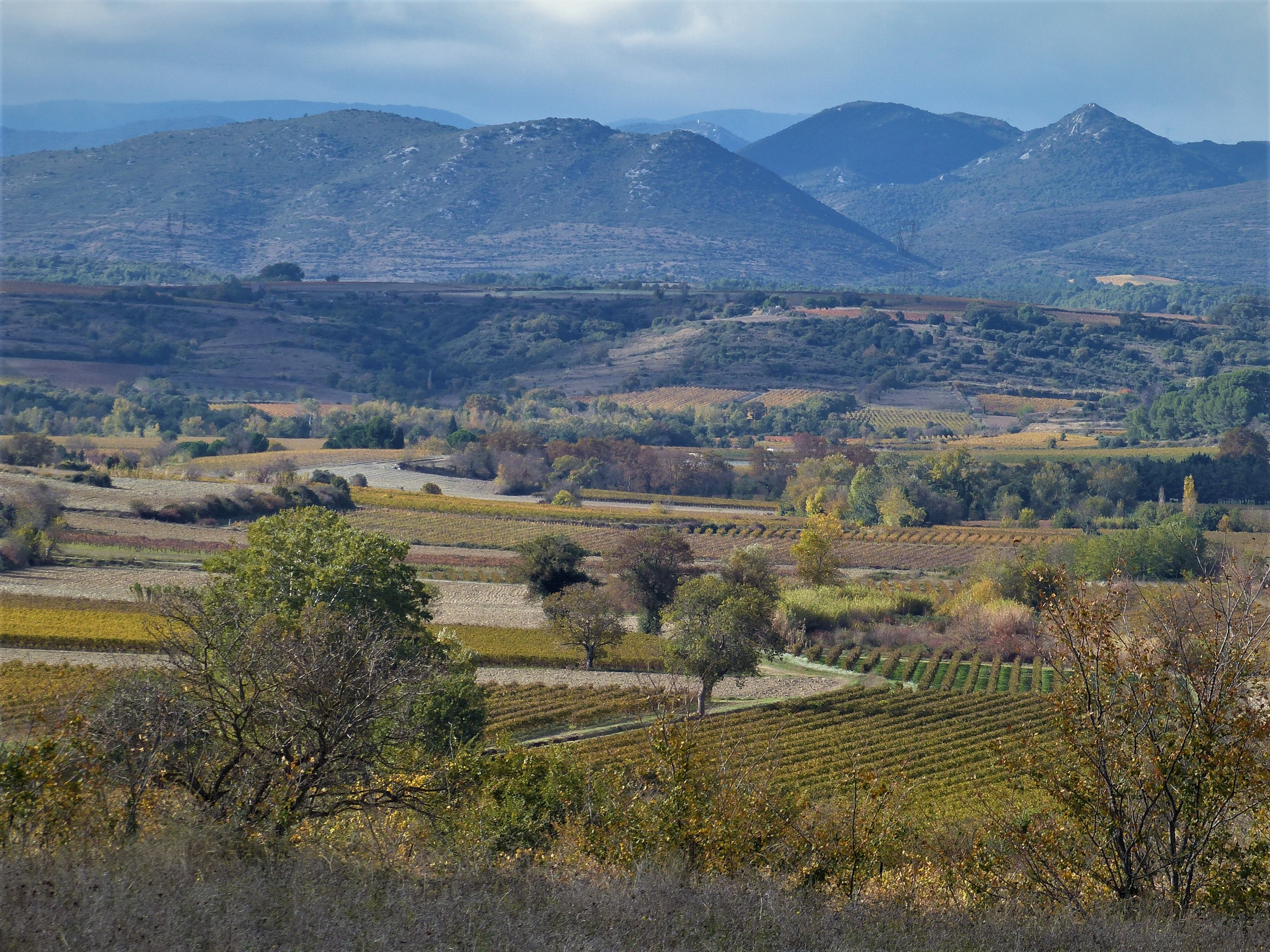
Paysage des Avant-Monts

 (mars 2022).
Si vous disposez d'ouvrages ou d'articles de référence ou si vous connaissez des sites web de qualité traitant du thème abordé ici, merci de compléter l'article en donnant les références utiles à sa vérifiabilité et en les liant à la section « Notes et références ».
La communauté de communes Les Avant-Monts est une intercommunalité situé au Nord de Béziers et au Sud de Bédarieux, dans le département de l'Hérault et la Région Occitanie.

## Histoire
La communauté de communes Les Avant-Monts du Centre Hérault a été créée le 1er janvier 2013 à la suite de la fusion de la Communauté de communes Coteaux et Châteaux, de la Framps 909 et de la Communauté de communes Faugères.
Le 1er janvier 2017 la communauté de communes Orb et Taurou et la communauté de communes des Avant-Monts du Centre Hérault ont fusionné pour entrer en conformité avec la loi NOTRe. Les communes d'Abeilhan et Puissalicon ont rejoint la communauté de communes après la dissolution de la communauté de communes du Pays de Thongue .

## Composition
La communauté de communes est composée des 25 communes suivantes :

| Nom                      | Code Insee | Gentilé          | Superficie (km2) | Population (dernière pop. légale) | Densité (hab./km2) |
| ------------------------ | ---------- | ---------------- | ---------------- | --------------------------------- | ------------------ |
| Magalas (siège)          | 34147      | Magalassiens     | 20,76            | 3 531 (2022)                      | 170                |
| Abeilhan                 | 34001      | Abeilhanais      | 7,81             | 1 824 (2022)                      | 234                |
| Autignac                 | 34018      | Autignacois      | 11,55            | 962 (2022)                        | 83                 |
| Cabrerolles              | 34044      | Cabrerollois     | 28,68            | 338 (2022)                        | 12                 |
| Causses-et-Veyran        | 34061      | Causseranais     | 17,65            | 620 (2022)                        | 35                 |
| Caussiniojouls           | 34062      | Caussiniojoulais | 10,5             | 168 (2022)                        | 16                 |
| Faugères                 | 34096      | Faugérois        | 26,06            | 555 (2022)                        | 21                 |
| Fos                      | 34104      |                  | 6,58             | 131 (2022)                        | 20                 |
| Fouzilhon                | 34105      | Fouzilhonois     | 5,39             | 247 (2022)                        | 46                 |
| Gabian                   | 34109      | Gabianois        | 15,96            | 864 (2022)                        | 54                 |
| Laurens                  | 34130      | Laurentiens      | 16,39            | 1 794 (2022)                      | 109                |
| Margon                   | 34149      | Margonnais       | 4,47             | 775 (2022)                        | 173                |
| Montesquieu              | 34168      | Montesquivois    | 14,47            | 76 (2022)                         | 5,3                |
| Murviel-lès-Béziers      | 34178      | Murviellois      | 32,36            | 3 038 (2022)                      | 94                 |
| Neffiès                  | 34181      | Neffiessois      | 10,92            | 1 018 (2022)                      | 93                 |
| Pailhès                  | 34191      | Pailhésois       | 6                | 608 (2022)                        | 101                |
| Pouzolles                | 34214      | Pouzollais       | 10,01            | 1 214 (2022)                      | 121                |
| Puimisson                | 34223      | Puimissonnais    | 6,38             | 1 218 (2022)                      | 191                |
| Puissalicon              | 34224      | Puissaliconnais  | 13,05            | 1 352 (2022)                      | 104                |
| Roquessels               | 34234      | Roquessellois    | 8,98             | 111 (2022)                        | 12                 |
| Roujan                   | 34237      | Roujanais        | 17,02            | 2 297 (2022)                      | 135                |
| Saint-Geniès-de-Fontedit | 34258      | Saint-Géniérois  | 9,24             | 1 695 (2022)                      | 183                |
| Saint-Nazaire-de-Ladarez | 34279      | Saint-Nazairiens | 28,27            | 321 (2022)                        | 11                 |
| Thézan-lès-Béziers       | 34310      | Thézanais        | 13,65            | 3 070 (2022)                      | 225                |
| Vailhan                  | 34319      | Vailhanois       | 11,23            | 142 (2022)                        | 13                 |

Le conseil communautaire est composé de 45 membres. dont 1 président et 12 vice-présidents.

## Administration

### Conseil communautaire
Le conseil communautaire de la communauté de communes se compose de 45 conseillers pour la mandature 2020-2026, répartis comme suit :
| Nombre de conseillers | Communes                                                   |
| --------------------- | ---------------------------------------------------------- |
| 5                     | Magalas, Murviel-lès-Béziers, Thézan-lès-Béziers           |
| 3                     | Laurens, Roujan                                            |
| 2                     | Abeilhan, Pouzolles, Puissalicon, Saint-Geniès-de-Fontedit |
| 1                     | Les 16 communes restantes                                  |

## Compétences
La communauté de communes Les Avant-Monts exerce les compétences suivantes :
- Aménagement de l'espace: SCOT et/ou Schéma de secteur, aménagement rural, préservation et mise en valeur du patrimoine, ZAC d'intêrets communautaire, etc.

- Développement économique et touristique: zones d'activités économiques, immobilier d'entreprises et actions de développement économique et touristique d'Intérêt communautaire.

- Protection et mise en valeur de l'environnement: élimination et valorisation des déchets ménagers et assimilés, soutien aux actions de développement des énergies renouvelables, Protection et mise en valeur des bois et forêts, des sources et forages, des cours d'eau et leurs berges, etc.

- Politique du logement et du cadre de vie: actions en faveur du logement, politique du logement social d'intérêt communautaire, Service de propreté urbaine, actions en faveur du cadre de vie.

- Action sociale d'intérêt communautaire: actions en faveur de la petite enfance, de l'enfance et de la jeunesse, des personnes âgées, de l'insertion des personnes en difficultés et du maintien des services publics.

- Création, aménagement et entretien de la voirie d'intérêt communautaire.

- Animation culturelle et sportive.

- Étude, création, aménagement, extension, entretien, gestion et exploitation d'une fourrière animale.

http://www.avant-monts-centre-herault.fr/amch/statuts.html